# Carry-le-Rouet
Carry-le-Rouet település Franciaországban, Bouches-du-Rhône megyében. Lakosainak száma 5717 fő (2022. január 1.). Carry-le-Rouet Châteauneuf-les-Martigues, Ensuès-la-Redonne és Sausset-les-Pins községekkel határos.

## Népesség
A település népességének változása:
| Lakosok száma | 2353 | 4570 | 5224 | 6358 | 6053 | 5891 | 5823 | 5690 | 5705 | 5717 |
|               | 1968 | 1982 | 1990 | 2006 | 2013 | 2015 | 2017 | 2019 | 2020 | 2022 |